# ジミー・ヴォーン
ジミー・ヴォーン（James Lawrence "Jimmie" Vaughan、1951年3月20日 - ）は、アメリカ合衆国の白人ブルース・ギタリスト、歌手。1974年にファビュラス・サンダーバーズを結成して、1994年よりソロ活動を始める。弟は、やはりブルース・ギタリスト／歌手として活動したスティーヴィー・レイ・ヴォーン。

## 来歴
テキサス州ダラス出身。地元ダラスでギタリストとして活動した後、19歳の時にオースティンに移る。
1974年、オースティンでボーカリストのキム・ウィルソンと出会い、ウィルソンらと共にファビュラス・サンダーバーズを結成。同バンドはクリサリス・レコードとの契約を得て、1979年にデビュー・アルバムを発表した。エピック・レコード移籍第1弾のアルバム『Tuff Enuff』（1986年）は、全米13位に達するほどの成功を収め、同作からのシングル「Tuff Enuff」は全米10位に達した。また、ファビュラス・サンダーバーズでの活動と並行して、ジミーは実弟スティーヴィー・レイ・ヴォーンをはじめ、カルロス・サンタナやニック・ロウの作品にも参加した。1989年には、ジム・マクブライドの監督によるジェリー・リー・ルイスの伝記映画『グレート・ボールズ・オブ・ファイヤー』に、俳優として出演した。
1990年、ジミーはファビュラス・サンダーバーズを脱退して、スティーヴィーとの共演アルバムを制作。しかし、スティーヴィーはアルバム発表前の1990年8月27日に、乗っていたヘリコプターが墜落したため死去してしまう。スティーヴィーの没後、ヴォーン・ブラザーズ名義でリリースされたアルバム『ファミリー・スタイル』は全米7位に達し、グラミー賞ではアルバムが最優秀コンテンポラリー・ブルース・アルバム部門を、収録曲「D/FW」が最優秀ロック・インストゥルメンタル・パフォーマンス部門を受賞した。
スティーヴィーの死後、ジミーはスティーヴィーの未発表音源をまとめたアルバム『ザ・スカイ・イズ・クライング』（1991年）を監修・発表。そして、1994年にソロ・デビューを果たす。1995年5月11日には、ジミーはオースティンでスティーヴィーの追悼コンサートを開催しており、B.B.キング、エリック・クラプトン、バディ・ガイ、ドクター・ジョン、ボニー・レイット等がゲスト参加した。
1998年、ジミーが架空のバンド「ルイジアナ・ゲーター・ボーイズ」の一員として出演した映画『ブルース・ブラザース2000』が公開された。
2001年、3作目のソロ・アルバム『ドゥ・ユー・ゲット・ザ・ブルーズ?』発表。同アルバムはグラミー賞の最優秀トラディショナル・ブルース部門を受賞し、個人名義では初のグラミー受賞を果たした。

## ディスコグラフィ

### ファビュラス・サンダーバーズ
- The Fabulous Thunderbirds（1979年）
- What's the Word（1980年）
- Butt Rockin'（1981年）
- T-Bird Rhythm（1982年）
- Tuff Enuff（1986年）
- Hot Number（1987年）
- Powerful Stuff（1989年）

### ヴォーン・ブラザーズ
- ファミリー・スタイル - Family Style（1990年）

### ソロ・アルバム
- ストレンジ・プレジャー - Strange Pleasure（1994年）
- アウト・ゼア - Out There（1998年）
- ドゥ・ユー・ゲット・ザ・ブルーズ? - Do You Get the Blues?（2001年）
- On the Jimmy Reed Highway（2007年） - オマー・ケント・ダイクス（英語版）との連名
- Plays Blues, Ballads & Favorites（2010年）

### その他参加作品
- カルロス・サンタナ
  - ハバナ・ムーン - Havana Moon（1983年）
- スティーヴィー・レイ・ヴォーン
  - テキサス・ハリケーン - Couldn't Stand the Weather（1984年）
  - ライヴ・アライヴ - Live Alive（1986年）
- ニック・ロウ
  - ピンカー・アンド・プラウダー・ザン・プレヴィアス - Pinker and Prouder Than Previous（1988年）
- ボブ・ディラン
  - アンダー・ザ・レッド・スカイ - Under the Red Sky（1990年）
- ジェイムズ・コットン
  - Mighty Long Time（1991年）
- エリック・クラプトン
  - 24ナイツ - 24 Nights（1991年）
- エリック・ジョンソン
  - ヴィーナス・アイル - Venus Isle（1996年）
  - Up Close（2010年）
- ドン・ヘンリー
  - インサイド・ジョブ - Inside Job（2000年）
- エリック・クラプトン&B.B.キング
  - ライディング・ウィズ・ザ・キング - Riding with the King（2000年）
- オマー・ケント・ダイクス
  - Big Town Playboy（2009年）